# تودتنوایس
تودتنوایس (به آلمانی: Todtenweis) یک شهر در آلمان است که در آیشاخ-فریدبرگ واقع شده‌است.